# التسلسل الزمني للأزمة الإنسانية اليمنية
فيما يلي جدول زمني للأزمة الإنسانية اليمنية المستمرة منذ منتصف عام 2010.

## 2015

### مارس
في 26 مارس، أفاد مسؤولون في وزارة الداخلية التابعة للحوثيين (أنصار الله) أن 23 مدنيًا قُتلوا وأصيب 24 آخرون جراء غارة جوية. من بين القتلى، كان هناك 5 أطفال تتراوح أعمارهم بين 2 و 13 عامًا و6 نساء ورجل مسن. أما المصابون فشملوا 12 طفلًا تتراوح أعمارهم بين 3 و8 سنوات، وامرأتين. استهدفت الغارة بشكل خاص حي بني حوات، وهو حي يقطنه الحوثيون بالقرب من مطار صنعاء، بالإضافة إلى حي النصر القريب من القصر الرئاسي. كما وثقت منظمة هيومن رايتس ووتش مقتل 11 مدنيًا آخرين، بينهم امرأتان وطفلان، بالإضافة إلى إصابة 14 شخصًا آخرين، منهم 3 أطفال وامرأة. وبحسب منظمة العفو الدولية، أدى القصف إلى تدمير ما لا يقل عن 14 منزلاً في بني حواط .
في 31 مارس، أفاد مكتب الأمم المتحدة لتنسيق الشؤون الإنسانية (OCHA) أن 13 من أصل 22 محافظة في اليمن قد تضررت جراء الأزمة، مشيرًا إلى الأضرار الكبيرة التي لحقت بالبنية التحتية في تلك المناطق، بما في ذلك قصف التحالف لمخيم للاجئين أسفر عن مقتل 29 شخصًا وإصابة 40 آخرين. كما أن نقص الوقود في المناطق الجنوبية هدد إمكانية وصول المواطنين إلى المياه، وفي محافظة لحج كانت خدمات الكهرباء والمياه قد توقفت لعدة أيام. وفي وقت لاحق من نفس اليوم، أفادت منظمة العفو الدولية (AI) بأن ما لا يقل عن ستة مدنيين، بينهم أربعة أطفال، ماتو محروقين نتيجةً لغارة جوية، بالإضافة إلى تدمير محطتي وقود. في منطقة الكديمة في القِيتا، قُتل عدد من الركاب في سيارة توقفت للتزود بالوقود، فيما أُصيب عامل. أما الغارة الجوية الثالثة، التي كانت موجهة على ما يبدو إلى صهريج وقود عابر، فقد أسفرت عن احتراق ثلاثة منازل مدنية على الأقل. كما ذكرت منظمة العفو الدولية أنه "أصبح من الواضح بشكل متزايد أن التحالف الذي تقوده المملكة العربية السعودية يغض الطرف عن الوفيات بين المدنيين والمعاناة الناجمة عن تدخله العسكري."

### أبريل
وفي 17 أبريل، أفاد مكتب الأمم المتحدة لتنسيق الشئون الإنسانية بأن الوضع الإنساني في اليمن يزداد سوءًا، مشيرًا إلى أن الغارات الجوية استهدفت في مدينة صعدة عدة المرافق حيوية، بما في ذلك خزان مياه ومحطة كهرباء ومحطة وقود ومصنع بلاستيك ومركز تجاري، ومجمع سكني. وكانت هذه الغارات قد سبقتها غارات أخرى استهدفت منازل مدنية، ومكتب البريد، ومركز مجتمعي، ومكاتب حكومية، وأسواق ووسائل نقل. قدّر الشركاء المحليون أن حوالي 50 شخصًا قد لقوا حتفهم خلال الأسبوع الماضي بسبب هذه الغارات. في صنعاء، تأثرت الأحياء السكنية القريبة من معسكرات الجيش في مناطق مثل عصر وعيبان وفج عطان. وفي عمران، استهدفت الغارات الجوية محطة وقود ومعهدًا تعليميًا وجسرًا. كما أفادت التقارير المحلية أن شركة المياه المحلية في حجة (مركز أبس) قد تعرضت للقصف أيضًا. أضاف التقرير أن الضحايا المدنيين لم يُبلَّغ عنهم بشكلٍ كامل، حيث كانت العديد من العائلات، التي لم تتمكن من الوصول إلى المستشفيات، تقوم بدفن موتاها في منازلها.

## 2018
في 2 أغسطس 2018، أفادت صحيفة نيويورك تايمز بأن ما لا يقل عن 30 شخصًا قُتلوا جراء غارة جوية شنَّتها القوات الجوية للتحالف بقيادة السعودية استهدفت سوقًا للأسماك، ومدخل المستشفى الرئيسي، ومجمعًا أمنيًا.
في 9 أغسطس 2018، أصابت غارة جوية سعودية في ضحيان حافلة مدرسية مما أدى إلى مقتل حوالي 51 شخصًا. وكان العديد من هؤلاء القتلى من تلاميذ المدارس وغيرهم من المدنيين.

## 2019
في 8 أكتوبر 2019، توصلت اليمن إلى اتفاق يقضي بتسليم مدينة عدن إلى المملكة العربية السعودية.

## 2020
في 7 فبراير 2020، تعرضت المستشفيات اليمنية للهجوم، مما أدى إلى إصابة آلاف المدنيين الذين كانوا بحاجة ماسة إلى رعاية طبية عاجلة، وأدى الهجوم أيضًا إلى تعطل المرافق الصحية. جاءت هذه الهجمات نتيجة الاشتباكات بين الأطراف المتحاربة في اليمن؛ التحالف الذي تقوده المملكة العربية السعودية وجماعة الحوثيين.

## مناطق محددة

### صعدة
حتى ديسمبر 2015، كان عدد النازحين الداخليين من محافظة صعدة 500,794 نازحًا، من إجمالي 2,509,068 نازحًا داخليًا في اليمن.
في 18 أبريل، استهدفت غارة جوية في محافظة صعدة مستودعًا تابعًا لمنظمة أوكسفام، مما ألحق أضرارًا بالإمدادات الإنسانية وأسفر عن مقتل مدني واحد على الأقل. أدانت المنظمات الإنسانية الهجوم بشكل واسع.
في 8 و9 مايو 2015، سُجل نزوح واسع النطاق من محافظة صعدة إلى المناطق المجاورة، بعد أن أعلن التحالف العسكري الذي تقوده السعودية المحافظة بأكملها "منطقة عسكرية" وبدأت في شن غارات جوية مكثفة. نزح حوالي 70,000 شخص من محافظة صعدة، من بينهم 28,000 طفل. قال مدير منظمة أنقذوا الأطفال في اليمن، إدوارد سانتياغو، إن العديد من الناس لم يتمكنوا من الفرار بحثًا عن الأمان بسبب الحصار الفعلي الذي فرضه التحالف، مما أدى إلى نقص حاد في الوقود، ما زاد من صعوبة الفرار. في 9 مايو 2015، أدان منسق الشؤون الإنسانية في الأمم المتحدة في اليمن، يوهانس فان دير كلاو، الغارات الجوية على مدينة صعدة، واصفًا إياها بأنها انتهاك للقانون الإنساني الدولي.
في أغسطس 2015، أفادت وكالة التعاون الفني والتنمية (ACTED) أن الأزمة قد تسببت في أضرار جسيمة لا يمكن احصاءها في صفوف المدنيين في هذه المحافظة الريفية الفقيرة، مما أدى إلى وقوع قتلى وجرحى، فضلاً عن تدمير متكرر للبنية التحتية.
في يناير 2016، تعرضت منطقة صعدة التي يسيطر عليها الحوثيون، بما في ذلك المرافق الطبية التي تديرها منظمة أطباء بلا حدود (MSF)، لهجمات شبه يومية. قال مايكل سيرايت، منسق مشروع أطباء بلا حدود في صعدة، أنهم عالجوا أعدادًا كبيرة من المصابين، العديد منهم كانوا يعانون من إصابات خطيرة. تعرض مستشفى مديرية رازح بمدينة صعدة، وهو المستشفى الوحيد الذي يضم مركزًا لعلاج الإصابات البالغة في محافظة صعدة وفي معظم شمال اليمن، للقصف في 10 يناير، مما أسفر عن مقتل عدة أشخاص، بينهم أفراد من الطاقم الطبي. وكانت منظمة أطباء بلا حدود قد بدأت العمل في المركز منذ نوفمبر 2015.

### صنعاء
اعتبارًا من ديسمبر 2015، كان هناك 457,502 نازحًا داخليًا من إجمالي 2,509,068 نازحًا ينحدرون من محافظة صنعاء ومدينة صنعاء.
بعد أن تعرضت مدينة صنعاء القديمة لقصف كثيف في مايو 2015، ما أسفر عن أضرار جسيمة لعدد من مبانيها التاريخية، أعربت المديرة العامة لليونسكو، إيرينا بوكوفا، عن قلقها الشديد، قائلةً «أشعر بالقلق إزاء الأنباء المتعلقة بالغارات الجوية على المناطق ذات الكثافة السكانية العالية مثل مدينتي صنعاء وصعدة.»
في أعقاب تصاعد الغارات الجوية على مدينة صنعاء القديمة في يونيو 2015، حذرت الأمم المتحدة من أن التراث الأثري والتاريخي الواسع للبلاد أصبح مهددًا بشكلٍ متزايد. في يوليو 2015، أُضيفت مدينة صنعاء القديمة، التي تعرضت لأضرار جسيمة جراء النزاع المسلح، ضمن قائمة التراث العالمي المعرض للخطر.
في 6 سبتمبر 2015، اضطر مستشفى سبأ لطب الأطفال في صنعاء إلى الإخلاء إثر غارة جوية استهدفت المنطقة المجاورة. وصف مكتب الأمم المتحدة لتنسيق الشؤون الإنسانية الحادث بأنه «ضربة قاسية لنظام صحي مهدم». قبل إغلاقه، كان المستشفى الذي يقع في قلب صنعاء وسط المباني المدمرة، يشكل المرفق الطبي الرئيسي للأطفال في المنطقة. قال مارك كاي، المتحدث باسم منظمة أنقذوا الأطفال: «قبل الأزمة، كان المستشفى يخدم نحو 300,000 شخص، ولكن منذ بداية الأزمة، ارتفع هذا العدد ليصل إلى نحو 3 ملايين، وكلهم يعتمدون على المستشفى للحصول على الرعاية التخصصية».
خلص تقرير مشترك بين منظمة العمل ضد العنف المسلح ومكتب الأمم المتحدة لتنسيق الشؤون الإنسانية إلى أن الغارات الجوية كانت مسؤولة عن 60% من إصابات المدنيين في الأشهر السبعة الأولى من عام 2015. كما أشار التقرير إلى أن أكثر من نصف (53%) من إجمالي حصيلة الضحايا المدنيين المسجلين كانت في صنعاء والمناطق المحيطة بها.
في 7 يناير 2016، أفادت منظمة هيومن رايتس ووتش بأن قوات التحالف بقيادة السعودية استخدمت القنابل العنقودية في المناطق السكنية في صنعاء يوم 6 يناير، مُعربة عن إدانتها لهذا الفعل. وفي 8 يناير، حذرت الأمم المتحدة من أن استخدام هذه القنابل قد يُعد جريمة حرب. وقال الأمين العام للأمم المتحدة، بان كي-مون، أنه «يشعر بقلق بالغ إزاء التقارير التي تتحدث عن غارات جوية مكثفة استهدفت المناطق السكنية والمباني المدنية في صنعاء، بما في ذلك غرفة التجارة، وقاعة للأعراس، ومركز للمكفوفين».